# (3226) Plinius
(3226) Plinius (6565 P-L) – planetoida z pasa głównego asteroid okrążająca Słońce w ciągu 4,87 lat w średniej odległości 2,87 au. Odkryta 24 września 1960 roku.